# Poulaphouca Reservoir SPA
Poulaphouca Reservoir SPA este o arie protejată (arie de protecție specială avifaunistică — SPA) din Irlanda întinsă pe o suprafață de 2.009,5 ha, integral pe uscat.

## Localizare
Centrul sitului Poulaphouca Reservoir SPA este situat la coordonatele 53°07′49″N 6°31′14″W / 53.130321°N 6.520597°V.

## Înființare
Situl Poulaphouca Reservoir SPA a fost declarat arie de protecție specială avifaunistică în noiembrie 1995 pentru a proteja 12 specii de animale.

## Biodiversitate
Situată în ecoregiunea atlantică, aria protejată nu include niciun habitat protejat.
La baza desemnării sitului se află mai multe specii protejate de  păsări (12): rață pitică (Anas crecca), rață fluierătoare (Anas penelope), rață mare (Anas platyrhynchos), gâscă cenușie (Anser anser), Bucephala clangula, lebădă de iarnă (Cygnus cygnus), pescăruș sur (Larus canus), pescăruș negricios (Larus fuscus), pescăruș râzător (Larus ridibundus), culic mare (Numenius arquata), cormoran mare (Phalacrocorax carbo), corcodel mare (Podiceps cristatus).
Pe lângă speciile protejate, pe teritoriul sitului au mai fost identificate 1 specie de păsări.